# 赤と黒のブルース
赤と黒のブルース（あか－くろ－ブルース）は、宮川哲夫作詞、吉田正作曲の歌謡曲のタイトルである。
1955年（昭和30年）、“歌う映画スター”として人気絶頂にあった俳優・鶴田浩二の歌でレコードが発売され、大ヒットした。鶴田浩二の代表的なヒット曲のひとつであり、この歌のヒットによって、鶴田はトップスターとしての地位を不動のものにした。ムード歌謡の初期のヒット曲でもある。
同名の映画である「ギャング対ギャング 赤と黒のブルース 」は東映でこの曲の発表から17年後の1972年に公開されている。
1973（昭和48年）藤圭子 LP「演歌全集8枚組（巷歌/出発）」。2010年CD-BOX「藤圭子 艶・怨・演歌」収録。
2009年には実娘・鶴田さやかがCD「涙の宝石」内で現在の編集技術を使い、「好きだった」とともにこの曲を仮想ではあるが父娘デュエットを果たしている。